# Ezequiel Gallegos
Ezequiel Gallegos (Rafael Castillo, Buenos Aires, Argentina, 16 de abril de 1991) es un futbolista argentino. Juega de mediocampista y su equipo actual es Olimpo equipo que actualmente está en la tercera división argentina
Ezequiel gallegos tuvo un paso en inferiores por Boca Juniors y luego llegó a huracán y así debutar en primera en 2011 vs independiente de Rivadavia en un partido de copa argentina

## Trayectoria
Debutó profesionalmente en Huracán, ante Independiente Rivadavia, el 18 de septiembre de 2011. Pasó a préstamo a Johor Darul Ta'zim II y Almagro, con dos retornos al club, en 2013 y 2017.

## Clubes
| Club                       | País      | Año       |
| -------------------------- | --------- | --------- |
| Huracán                    | Argentina | 2011-2012 |
| Johor Darul Ta'zim II      | Malasia   | 2013      |
| Huracán                    | Argentina | 2013-2016 |
| Almagro                    | Argentina | 2016-2017 |
| Platense                   | Argentina | 2017-2019 |
| Gimnasia y Esgrima (Jujuy) | Argentina | 2019-2022 |

|Nueva Chicago
|  Argentina
|

## Palmarés

### Campeonatos nacionales
| Título                  | Club     | País      | Año     |
| ----------------------- | -------- | --------- | ------- |
| Copa Argentina          | Huracán  | Argentina | 2013/14 |
| Supercopa Argentina     | Huracán  | Argentina | 2014    |
| Primera B Metropolitana | Platense | Argentina | 2017-18 |

### Otros logros
| Logro                        | Club            | País      | Año  |
| ---------------------------- | --------------- | --------- | ---- |
| Ascenso a Primera B Nacional | C. A. Los Andes | Argentina | 2024 |